# Fate Marable
Fate Marable, né le 2 décembre 1890 à Paducah dans le Kentucky et mort le 16 janvier 1947 à Saint-Louis dans le Missouri, est un pianiste et chef d'orchestre de jazz américain.

## Biographie

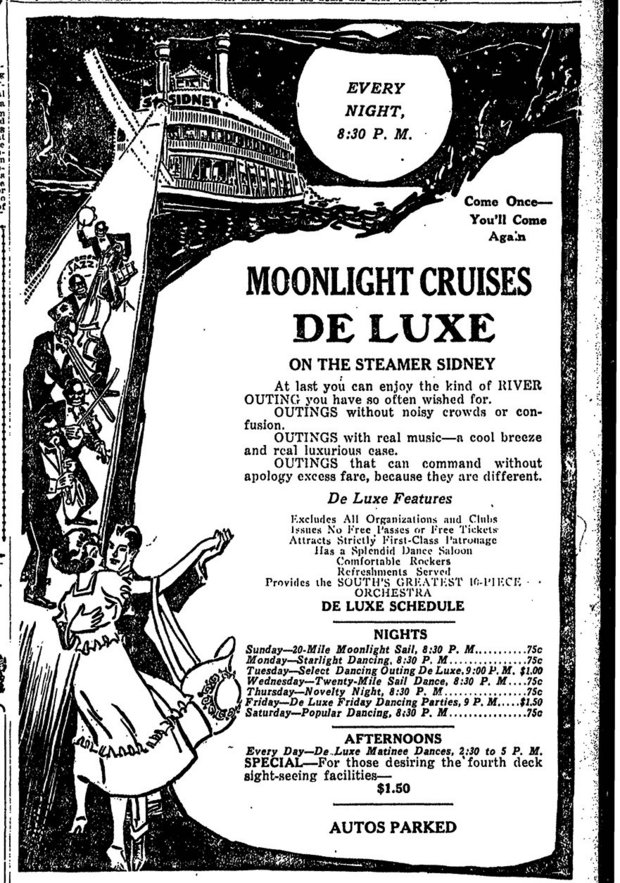
Affiche publicitaire d'août 1920 pour « Croisières de luxe au clair de lune » sur un bateau à vapeur de la Nouvelle-Orléans, mentionnant la formation de Marable, the South's greatest 10 piece orchestra.

C'est sa mère qui lui apprend le piano. À l'âge de 17 ans, il commence à jouer sur les bateaux à vapeur sur le Mississippi. Il devient bientôt chef d'orchestre sur un bateau de la Streckfus Steamboat Line qui organise des excursions dansantes sur plusieurs bateaux à roues à aubes le long du fleuve depuis la Nouvelle-Orléans en Louisiane jusqu'à Minneapolis dans le Minnesota. Marable apprécie le nouveau son « jazz » joué à la Nouvelle-Orléans, et c'est là qu'il recrute la plupart de ses musiciens.
En 1917, il forme avec Peter Bocage le premier groupe musical interracial, sur les bateaux à vapeur de la compagnie Streckfus,.
Les musiciens qu'il dirige doivent jouer dans des styles très divers, exécuter les morceaux avec ou sans partition, et satisfaire la clientèle des danseurs. Marable est un chef d'orchestre strict qui exige des musiciens qu'ils soient compétents et disciplinés, tout en leur permettant de développer leurs points forts. Il reconnaît ainsi le talent de Louis Armstrong qu'il accueille dans sa formation à partir de 1918, et le laisse improviser ses pauses musicales au lieu de jouer à la note près.
Les groupes dirigés par Marable sont un lieu d'apprentissage pour des musiciens renommés des années 1920 comme Henry Allen, Baby Dodds, Johnny Dodds, King Oliver, Pops Foster, Johnny St. Cyr, Tommy Ladnier et Zutty Singleton.
En plus de diriger et de jouer au piano, il joue du calliope, un orgue fonctionnant avec des sifflets à vapeur si puissant qu'il peut être entendu à des kilomètres à la ronde, et dont les touches sont si chaudes que ceux qui en jouent doivent porter des gants. Il émane de l'instrument un tel nuage de condensation que Fate Marable y joue habillé d'un imperméable et d'une capuche.
Jusqu'en 1940, il dirige des groupes sur les bateaux à vapeur, puis joue ensuite dans des clubs à Saint-Louis.
Il meurt d'une pneumonie à Saint-Louis, âgé de 56 ans. Il est enterré au Oak Grove Cemetery à Paducah.

## Discographie
Fate Marable n'enregistre qu'un seul disque dans sa carrière : OKeh matrix 8564, Frankie and Johnny, Fate Marable's Society Syncopators, 1924.